# 熊谷晋一郎
熊谷 晋一郎（くまがや しんいちろう、1977年（昭和52年）- ）は、日本の医師、科学者。専門は、小児科学、当事者研究。博士（学術）（東京大学・2014年）。東京大学先端科学技術研究センター教授。「ちいさい・おおきい・よわい・つよい」編集長。山口県出身。

## 略歴・人物
山口県新南陽市生まれ。新生児仮死の後遺症で脳性麻痺となり、車椅子生活を送る。小学校・中学校と普通学校で統合教育を経験し、山口県立徳山高等学校、東京大学医学部医学科を卒業。小児科医として病院勤務を経て2015年より現職。
パートナーはアスペルガー症候群当事者の綾屋紗月で、共に障害者の立場から当事者研究を行っている。
「自立とは依存先を増やすことである」と述べている。

## 受賞
- 2010年 - 第9回新潮ドキュメント賞（『リハビリの夜』）

## 著書

### 単著
- 『リハビリの夜』医学書院〈ケアをひらく〉、2009年。ISBN 9784260010047。
- 『小児科の先生が車椅子だったら——私とあなたの「障害」のはなし』ジャパンマシニスト社〈ちいさい・おおきい・よわい・つよい No.123〉、2019年。ISBN 9784880499239。

### 共著
- 綾屋紗月、熊谷晋一郎『発達障害当事者研究——ゆっくりていねいにつながりたい』医学書院、2008年。ISBN 4260007254
- 『つながりの作法——同じでもなく 違うでもなく』日本放送出版協会、2010年。ISBN 4140883359
- 『当事者研究の研究』医学書院、2013年。ISBN 426001773X
- 『ひとりで苦しまないための「痛みの哲学」』青土社、2013年。ISBN 479176739X
- 『「存在を肯定する」作業療法へのまなざし——なぜ「作業は人を元気にする! 」のか』三輪書店、2014年。ISBN 4895904733
- 『障害者運動のバトンをつなぐ――いま、あらためて地域で生きていくために』生活書院、2016年。ISBN 4865000607
- 『ブレイクスルーへの思考: 東大先端研が実践する発想のマネジメント』東京大学出版会、2016年。ISBN 4130430378
- 『〈責任〉の生成——中動態と当事者研究』、國分功一郎共著、新曜社、2020年12月。

### 共編著
- （上岡陽江＋ダルク女性ハウス）『ひとりでがんばってしまうあなたのたのめの子育ての本 「ダルク女性ハウス」から学ぶこと・気づくこと』ジャパンマシニスト社〈ちいさい・おおきい・よわい・つよいNo.125〉、2019年10月。ISBN 978-4880499253。

## 出演
- NNNドキュメント（日本テレビ）[3]

## 博士論文
- 2014年 - 『当事者研究に関する理論構築と自閉症スペクトラム障害研究への適用』東京大学。